# Boldklubben Borup
Boldklubben Borup af 1911 er en dansk fodboldklub hjemmehørende i Borup på Sjælland. 

## Historie
Klubben blev grundlagt i den 24. april 1911 i Brohusgade 25 af blandt andre Harald Hansen, Andreas Jensen og Georg Jørgensen. I 1915 søgte klubben om optagelse i Københavns Boldspil Union, men fik afslag herpå.